# Aulis
Aulis (altgriechisch Αὐλίς), benannt angeblich nach der Tochter des Ogygos, ist eine antike Hafenstadt in Böotien in Mittelgriechenland, die etwa zwanzig Kilometer nordöstlich von Theben, dem heutigen Thiva (griechisch Θήβα), und acht Kilometer südwestlich von Chalkida liegt. 
Aulis entwickelte sich nie zur eigenständigen Polis, sondern gehörte bis 387 v. Chr. zu Theben und danach zu Tanagra.
In der Antike war Aulis ein bekannter Kultort der Artemis, ein Tempel für diesen Kult wurde vom 5. Jahrhundert v. Chr. bis etwa 400 n. Chr. genutzt. Seine Ruinen sind neben denen einer Festung aus dem 4. Jahrhundert v. Chr. die bedeutendsten Bauwerksreste in Aulis.
Der Sage nach traf sich hier die griechische Flotte mit ihren Verbündeten, um gemeinsam gegen Troja zu ziehen (→Trojanischer Krieg). Da Agamemnon seine Jagdkunst mit der der Jagdgöttin Artemis verglich oder eine ihr heilige Hirschkuh tötete und diese somit erzürnte, konnte die Flotte mangels Wind nicht auslaufen. Deshalb opferte Agamemnon in Aulis nach einigen Versionen der Sage seine älteste Tochter Iphigenie, nach anderen wurde sie durch ein Tier ersetzt.
Diese Version findet sich z. B. in der Tragödie Iphigenie in Aulis von Euripides, die von Friedrich Schiller übersetzt wurde.

## Trivia
Erwähnung findet Aulis in Friedrich Schillers Ballade Die Kraniche des Ibykus:
„Wer zählt die Völker, nennt die Namen,
die gastlich hier zusammenkamen?
Von Theseus’ Stadt, von Aulis’ Strand …“